# ایتاکا (نیویورک)
ایتاکا (به انگلیسی: Ithaca) شهری در شهرستان تامپکینز ایالت نیویورک است که در سرشماری سال ۲۰۱۰ میلادی، ۳۰۰۱۴ نفر جمعیت داشته‌است. ایتاکا، به‌طور رسمی در تاریخ ۱۸۸۸ میلادی به‌عنوان یک شهر شناخته شد. شهر ایتاکا کنار دریاچه کایوگا قرار دارد. شهر ایتاکا مقر دانشگاه کورنل و آیتاکا کالج (Ithaca College)میباشد. این شهر بر اساس به نام جزیره ای در یونان، نام‌گزاری شده‌است.
ایتاکا (Ithaca) یک مرکز عمده آموزش در قلب ایالت نیو یورک می‌باشد . این شهر خانهٔ دانشگاه کُرنل (Cornell University) است که بر روی تپهٔ «ایست هیل» (East Hill) قرار دارد و به شهر مشرف است و همچنین کالج ایتاکا (Ithaca College) که بر روی «ساث هیل» (South Hill) قرار دارد. جمعیت دانشجویی این شهر بسیار زیاد است و در حال حاضر ۲۰٬۰۰۰ دانشجو در کُرنل (Cornell) و ۶٬۳۰۰ دانشجو در «ایتاکا کالج» (Ithaca College) مشغول به تحصیل می‌باشند. یک کالج دیگر به نام «کالج تامپکینز کُرتلند» (Tompkins Cortland Community College) در شهر «درایدن» (Dryden) که شهر مجاور ایتاکا است، وجود دارد که یک شعبه نیز در مرکز شهر ایتاکا دارد. همچنین، «کالج اِمپایر استیت» (Empire State College) کلاسهایی برای بزرگسالان برگزار می‌کند. حوزه آموزش و پرورش منطقه شهر ایتاکا که شامل ایتاکا و نواحی اطراف آن است در حدود ۵٬۵۰۰ دانش آموز دارد که در ۸ مدرسه ابتدایی، ۲ مدرسه راهنمایی، دبیرستان ایتاکا، و همچنین «مدرسه لیمن» (Lehman School) مشغول به تحصیل می‌باشند.
شهر ایتاکا همچنین شامل چندین مدرسه خصوصی ابتدایی و دبیرستان میباشد.
شهر ایتاکا به طبیعت و دانشگاه ها معروف است. مشهورترین ویژگی ایتاکا محوطه کرنل است. محوطه دانشگاه کرنل به‌ویژه در بهارمیان اهالی و دانشجوهای ایتاکا بسیار محبوب است. ایتاکا خیلی ویژگی های طبیعتی دارد، مثلا آبشار ایتاکا. به‌ویژه در تابستان، بسیاری از اهالی ایتاکا در پارک های محلی گردش میکنند. محبوب ترین پارک های ایتاکا آبشار باترمیلک (Buttermilk Falls) و آبشار تاگالوک (Taughannock Falls) هستند. بعلاوه پارک ها و دانشگاه ها، ایتاکا یک بازار روستایی مشهوری دارد. این بازار فصلی در بهار و تابستان دایر است و این بازار خیلی حجره های مختلف دارد. این بازار در نزدیکی دریاچه کایوگا (Cayuga Lake) قرار دارد.  دریاچه کایوگا بخشی از مجموعه دریاچه های "Finger Lakes" است.

## نگارخانه

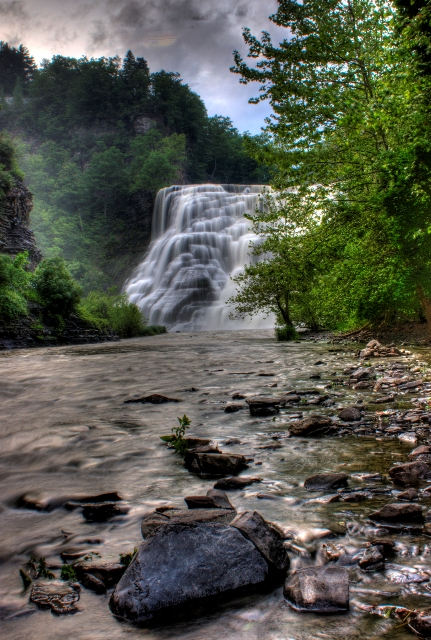
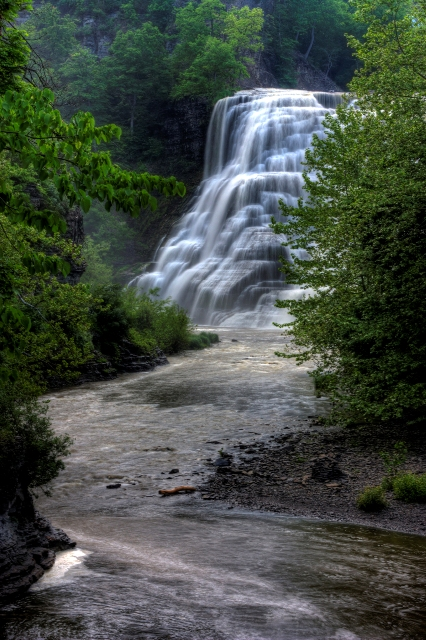
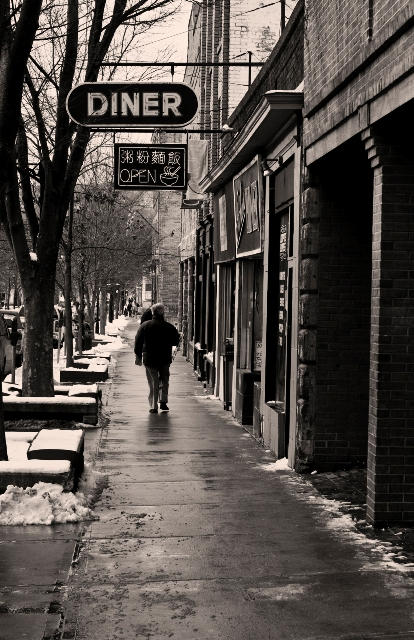
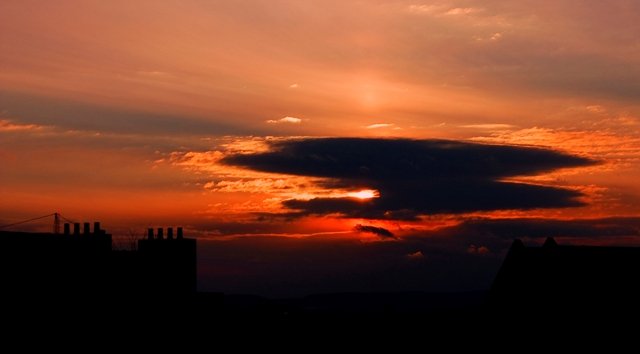
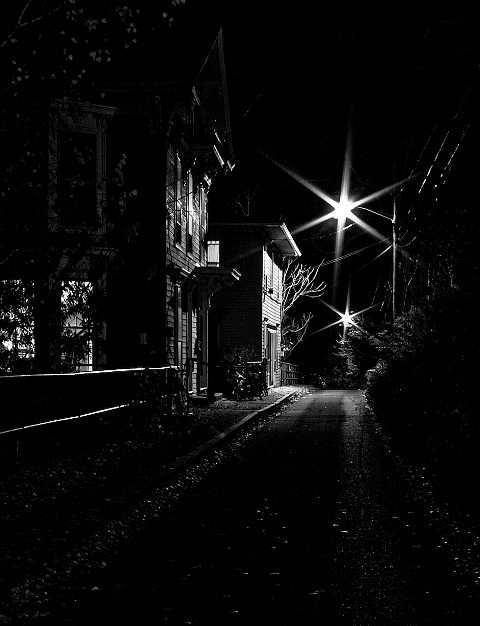